# Ariadna snellemanni
Ariadna snellemanni is een spinnensoort in de taxonomische indeling van de zesoogspinnen (Segestriidae).
Het dier behoort tot het geslacht Ariadna. De wetenschappelijke naam van de soort werd voor het eerst geldig gepubliceerd in 1882 door Johan Coenraad van Hasselt.